# Le Petit Soldat de plomb (Les Simpson)
Cet article concerne un épisode de la trentième saison des Simpson. Pour l'oeuvre littéraire, voir Le Petit Soldat de plomb.
Le Petit Soldat de plomb (France) ou Guerre, épais (Québec)  (Mad About the Toy) est un épisode de la série télévisée d'animation Les Simpson. Il s'agit du onzième épisode de la trentième saison et du 650e de la série.

## Synopsis
Homer a prévu une soirée spéciale et romantique avec Marge pour fêter leur anniversaire de mariage. Celle-ci se demande comment Homer a pu trouver quelqu'un pour garder les enfants, car plus personne n'accepte de venir faire du babysitting chez eux. Homer veut confier cette tâche à un assistant personnel connecté, l'enceinte Alexa, mais Marge refuse. Ils demandent donc à Abraham de venir, celui-ci accepte, mais doit retourner à la maison de retraite dans une heure maximum. Homer et Marge maintiennent leur soirée, mais à un rythme accéléré. Pendant ce temps, les enfants descendent à la cave chercher des jeux pour jouer avec leur grand-père. Bart ouvre une boîte avec des soldats en plastique, et soudain Abraham a une crise de panique. On l'amène chez le médecin le lendemain et celui-ci lui découvre un syndrome post-traumatique.
En découvrant qu'Abraham fut le modèle de ces miniatures, la famille part à la recherche de réponses au sujet de la création de ces figurines.

## Réception
Lors de sa première diffusion, l'épisode a attiré 2,33 millions de téléspectateurs.